# Cytherea mervensis
Cytherea mervensis är en tvåvingeart som beskrevs av Paramonov 1927. Cytherea mervensis ingår i släktet Cytherea och familjen svävflugor. Inga underarter finns listade i Catalogue of Life.